# Zoef de Haas
Zoef de Haas is een handpop uit het kinderprogramma De Fabeltjeskrant. Hij kwam voor in beide seizoenen van deze serie.
Het enige wat voor Zoef telt is de snelste, de handigste, de beste te zijn in wat dan ook en het bijstaan van Juffrouw Ooievaar, al begrijpt hij vaak niet wat zij hem probeert te zeggen. Verder komt Zoef de tijd door met rondrennen in het Grote Dierenbos. Als het gedrag van de andere dieren hem niet zint, dan pakt hij ze zonder pardon op voor een verzonnen delict. Veel van zijn dialogen begint hij met de woorden 'zoef, zoef!'
In de vroegere fabels was Zoef de Haas politieagent. Toen hij in de tweede serie op bevel van Juffrouw Ooievaar een fles bleekwater dronk om zich door Zaza Zebra te laten behandelen, werd hij nadien nooit meer de oude. Om toch een passende baan voor hem te vinden, werd hij de boswachter van het Grote Dierenbos.
Zoefs stem werd verzorgd door Ger Smit.